# غاري روبرتسون (مجدف)
غاري روبرتسون (بالإنجليزية: Gary Robertson)‏ هو مجدف نيوزيلندي، ولد في 12 أبريل 1950 في أوامرو ‏ في نيوزيلندا.

## وصلات خارجية
- غاري روبرتسون على موقع الاتحاد الدولي للتجديف (الإنجليزية)
- غاري روبرتسون على موقع اللجنة الأولمبية الدولية (الإنجليزية)
- غاري روبرتسون على موقع أوليمبيديا (الإنجليزية)
- غاري روبرتسون على موقع اللجنة الأولمبية النيوزيلندية (الإنجليزية)